# Nadia Chaudhri
Nadia Chaudhri (Karachi, 1978-5 de octubre de 2021) fue una psicóloga canadiense. Fue profesora de psicología en la Universidad Concordia, donde investigó la farmacodependencia y el alcoholismo.

## Primeros años y educación
Nació y se crio en Karachi, Pakistán, hija de Abdul Shakoor y de Susan Mary Chaudhri; dado que su madre se crio en Inglaterra, creció rodeada de la influencia occidental y un padre de mente abierta que le permitió seguir una educación superior. Se mudó a los Estados Unidos a la edad de 17 años y asistió al Franklin Marshall College para obtener su licenciatura en fundamentos biológicos del comportamiento, con especialización en estudios de neurociencia. Se graduó en 1999 con un promedio de calificaciones de 3.9 y recibió la Medalla Williamson como la mejor estudiante de último año de F&M. Posteriormente recibió una beca del Instituto Médico Howard Hughes para completar su doctorado en la Universidad de Pittsburgh. Su tesis se tituló Interacciones complejas entre la nicotina y los estímulos no farmacológicos revelan un papel novedoso de la nicotina en el refuerzo [Complex interactions between nicotine and nonpharmacological stimuli reveal a novel role for nicotine in reinforcement].

## Carrera profesional
Chaudhri completó su formación posdoctoral en el Centro de Investigación y Clínica Ernest Gallo de la Universidad de California en San Francisco. Durante este tiempo, descubrió que el entorno físico donde se experimentan las señales de alcohol puede influir en gran medida sobre la capacidad de esas señales para desencadenar una recaída. Chaudhri finalmente se unió al Centro de Estudios en Neurobiología del Comportamiento (CSBN) y al Departamento de Psicología de la Universidad Concordia en enero de 2010 como profesora asistente y fue promovida a profesora asociada con titularidad en junio de 2014.
En Concordia, el programa de investigación de Chaudhri fue financiado por los Institutos Canadienses de Investigación en Salud, el Consejo de Investigación en Ciencias Naturales e Ingeniería, la Fundación Canadiense para la Innovación, ABMRF / Fundación para la Investigación del Alcohol, Fundación para la Investigación en Salud de Québec y la Universidad Concordia. Su grupo de investigación, compuesto por estudiantes de pregrado, posgrado y becarios posdoctorales, estudió el efecto que tienen las señales ambientales sobre el uso, abuso y recaída de sustancias adictivas. En concreto, estudiaron los procesos psicológicos que sustentan cómo las personas asocian los estímulos del entorno con los efectos psicofarmacológicos de estas sustancias. Además, utilizaron un conjunto de técnicas neurocientíficas avanzadas para comprender los sistemas y procesos cerebrales que sustentan estas asociaciones. El objetivo final de esta investigación fue ayudar a las personas que tienen trastornos por uso de sustancias adictivas a superar los fuertes efectos que las señales de predicción de tales sustancias pueden tener sobre el comportamiento de búsqueda de las mismas y la recaída.
Durante su tenencia en Concordia, Chaudhri y su grupo de laboratorio estudiaron el efecto que las señales ambientales pueden tener sobre el consumo de sustancas. En su primer año como profesora asociada, Chaudhri ganó el concurso inaugural de resúmenes en video del Journal of Visualized Experiments (JoVE), después de mostrar que la búsqueda de alcohol con condicionamiento pavloviano es mediada por dopamina. Más adelante, Chaudhri y su colega Andrew Chapman publicaron La activación optogenética de la corteza infralímbica suprime el retorno de la respuesta de apetito adquirida por condicionamiento pavloviano después de la extinción, que demostró cómo la estimulación de la corteza infralímbica del cerebro podría inhibir las respuestas a las señales ambientales que predicen el azúcar.

## Problemas de salud y fallecimiento
Durante la pandemia de COVID-19, Chaudhri se sometió a un tratamiento de quimioterapia para el cáncer de ovario avanzado. Durante su enfermedad, lanzó una campaña Go Fund Me para recaudar fondos en apoyo de los jóvenes académicos. Los fondos de la campaña están destinados a premios de viaje para permitir que jóvenes académicos participen en la reunión anual de la Sociedad de Investigación sobre el Alcoholismo. También fue nombrada becaria de investigación de la Universidad Concordia.
Chaudhri murió el 5 de octubre de 2021, más de un año después de que se le diagnosticóo cáncer de ovario.